# رشته‌کوه ایکات
رشته‌کوه ایکات (انگلیسی: Ikat Range) یک رشته‌کوه در استان بوریاتیای کشور روسیه است.